# Coronel Portillo (provincie)
Coronel Portillo is een provincie in de regio Ucayali in Peru. De provincie heeft een oppervlakte van 36.816 km² en telt 377.875 inwoners (2015). De hoofdplaats van de provincie is het district Callería; twee van de zeven districten  vormen samen de stad (ciudad) Pucallpa.

## Bestuurlijke indeling
De provincie Coronel Portillo is verdeeld in zeven districten, UBIGEO tussen haakjes:
- (250101) Callería, hoofdplaats van de provincie en deel van de stad (ciudad) Pucallpa
- (250102) Campoverde
- (250103) Iparía
- (250107) Manantay
- (250104) Masisea
- (250106) Nueva Requena
- (250105) Yarinacocha, deel van de stad (ciudad) Pucallpa

Atalaya · Coronel Portillo · Padre Abad · Purús